# Лаптиха (Тверська область)
Лаптиха (рос. Лаптиха) — присілок в Бежецькому районі Тверської області Російської Федерації.
Населення становить 236 осіб. Входить до складу муніципального утворення Лаптихинське сільське поселення.

## Історія
Від 2005 року входить до складу муніципального утворення Лаптихинське сільське поселення.

## Населення
| 1859 | 1989 | 2008 | 2010 |
| ---- | ---- | ---- | ---- |
| 235  | ↗290 | ↘246 | ↘236 |